# 里内裏
里内裏（）は、平安時代以降、平安宮内裏以外の邸宅を天皇の在所（皇居）として用いたものを指す。「里」とは平安京の里坊（「里」「坊」はいずれも方形に区切られた街区）のことであり、すなわち里内裏とは「京内に置かれた内裏」という意味である。

## 概略
10世紀後半以降、平安宮内裏はしばしば火事で焼失した。内裏焼失後、天皇の在所を一時的に他所へ移す必要があり、当初は後院が仮皇居として用いられた。後院とは、天皇退位後の在所とすることを主な目的として設けられた離宮のことである。しかし、後院が太上天皇の在所として既に用いられている場合などには、天皇外戚の邸宅などが仮皇居として用いられることがあり、これを里内裏と称した。焼失した平安宮内裏はその都度再建されたが、次第に再建に歳月を要するようになった。摂関期にはまだ平安宮内裏が本来の皇居であると認識されており、平安宮内裏が健在であるのに里内裏を皇居とする例はほとんど無かったが、院政期以降になると、平安宮内裏の有無に関わらず里内裏を皇居とする例が一般化した。

## 京都御所
現在の京都御所は、もとは里内裏の土御門東洞院殿である。正親町南・東洞院東・土御門北・高倉西の1町4方に所在し、元は権大納言藤原邦綱の邸宅だった。その後六条天皇と高倉天皇の里内裏を経て後白河上皇の所有となり、その後、長講堂と共に宣陽門院の所有となり、承久の乱後紆余曲折を経て後深草天皇に譲られ、以後は持明院統の治天の君の御所として相伝された。元弘元年（1331年）、後醍醐天皇が都を脱出して笠置山に立て籠ると、幕府が擁立した光厳天皇は土御門東洞院殿を改めて里内裏とし、以後明治2年（1869年）の東京奠都まで27代の天皇の御所となった。
この間、応永8年（1401年）の火災焼失の後前太政大臣足利義満が平安宮内裏を模した本格的な内裏の機能を持つ土御門東洞院里内裏を再建した。また安土桃山時代には織田信長と豊臣秀吉によっても整備が施され、周囲に公家の屋敷を集めた公家町を併せ持った現在の京都御苑の原型がほぼ形成された。これ以後も度重なる火災焼失に見舞われたが、その都度再建が行われた。現存のものは幕末の安政2年（1855年）に平安様式にならって再建されたものである。